# Нистрем, Карл Михайлович
Карл Михайлович Нистрем (??? — предположительно после 1859 года) — издатель адрес-календарей Санкт-Петербурга, Москвы и Московской губернии.

## Биография
Дата и место рождения неизвестны. С 1837 по 1859 год издавал петербургские и московские адрес-календари и  книги адресов. Справочники содержали сведения об адресах правительственных департаментов, учреждений столичного и губернского управлений, учебных, богоугодных и благотворительных заведений, иностранных представительств, финансовых и торговых домов, фабрик, заводов, гостиниц и примечательных зданий и сооружений, а также магазинов. В справочники была включена даже информация о домашних адресах жителей, а также чиновников, служащих-и отставных, адвокатов, учителей и врачей.
Нистрём издал свыше несколько десятков календарей и справочников по москвоведению.
Скончался предположительно после 1859 года.

## Издания
- Книга адресов С.-Петербурга на 1837 год, изданная с разрешения и одобрения с. петербургского г. военного генерал-губернатора Карлом Нистремом. - Санкт-Петербург : тип. III Отд. Соб. е. и. в. канцелярии, 1837[1].
- Московский адрес-календарь, для жителей Москвы / Сост. по офиц. док. и сведениям К. Нистремом. Т. 1-4. - Москва : тип. С. Селивановского, 1842. - 4 т.[2]
- Адрес-календарь санктпетербургских жителей, составленный по официальным документам и сведениям К. Нистремом : Т. 1-3. - Санкт-Петербург : тип. 3 Отд. Собств. е. и. в. канцелярии, 1844[3]
- Специальное обозрение Москвы с политипажами всех церквей, монастырей и казенных зданий : [тетр. 1] / сост. по офиц., топогр. сведениям и док. К. Нистремом. - М. : Тип. С. Селивановского, 1846-____. [тетр. 1]: Городская часть. тетр. 1. - 1846[4].
- Адрес-календарь жителей Москвы. [по годам]. / сост. К. Нистремом. - М. : Тип. С. Селивановского, 1846-1852. - Изд. также под загл. : Вся Москва[5].
- Указатель селений и жителей уездов Московской губернии, составленный по официальным сведениям и документам, К. Нистремом. - Москва : В тип. Ведом. Моск. гор. полиции, 1852[6]
- Книга адресов жителей Москвы : [по годам] : В пользу учрежденных под Высочайшим покровительством Их Императорских Величеств московских детских приютов / Сост. по официальным документам К. Нистремом. - М., 1853-1865. - На обл. загл. : Адрес-календарь Москвы[7].